# Sara Ramírez
Sara Ramírez (Mazatlán, 31 agosto 1975) è un'attrice e cantante messicana naturalizzata statunitense.
Nota per il ruolo della dottoressa Callie Torres in Grey's Anatomy. Ha vinto il Tony Award for Best Performance by a Featured Actress in a Musical nel 2005 per il ruolo della Dama del Lago in Spamalot dei Monty Python.

## Biografia e carriera
Sara Ramírez nasce a Mazatlán, Sinaloa, una popolare cittadina messicana nel Pacifico. All'età di otto anni si trasferisce nella città di Tierrasanta, San Diego, California. Dopo il diploma conseguito alla San Diego School of Creative and Performing Arts in San Diego, California, si laurea alla Juilliard School in New York, dove migliora le abilità recitative. Debutta a Broadway recitando il ruolo di Wahzinak in The Capeman (1998) di Paul Simon.
Nel 1999 Ramírez appare in The Gershwins' Fascinating Rhythm (1999) e riceve una nomination per il premio Outer Critics Circle Award. Appare anche in A Class Act (2001), Dreamgirls (2006) e recita in The Vagina Monologues con Tovah Feldshuh e Suzanne Bertish. Ha anche doppiato il personaggio principale del gioco per la PlayStation Um Jammer Lammy nel 1999. Ha poi recitato in Grey's Anatomy nel ruolo della dottoressa Calliope Torres dalla seconda stagione. Dalla terza stagione è nel cast fisso e la parte le regala la notorietà globale. Vi rimane per 10 anni, annunciando, al termine della dodicesima stagione, la sua volontà di prendersi una pausa dalla serie. In occasione del sesto Home for The Holidays Concert, ha definito la sua Callie Torres "in pausa".
Il 27 giugno 2011, Ramírez si fidanza ufficialmente con il suo storico fidanzato Ryan DeBolt, analista aziendale presso TIMEC a Parigi, in Francia. Si sono sposati il 4 luglio 2012, con una cerimonia privata in spiaggia a New York. Il 6 luglio 2021, Ramírez ha annunciato la separazione da DeBolt in un post su Instagram. Nel giugno 2024, Ramírez ha chiesto il divorzio da Ryan DeBolt, tre anni dopo aver annunciato la separazione, adducendo come motivo della separazione differenze inconciliabili. Ramírez ha inoltre richiesto la divisione dei beni della coppia in base al loro accordo prematrimoniale. Nel settembre 2016, Ramírez ha donato i propri capelli a Locks of Love, un'organizzazione che produce parrucche per bambini affetti da patologie che portano alla caduta dei capelli. Nell'ottobre 2016, Ramírez si è descritta come queer e bisessuale al Summit 40 To None del True Colors Fund (ora noto come Impact Summit) a Los Angeles, California. In un'e-mail all'Huffington Post, ha scritto che la sua decisione di fare coming out pubblicamente è stata "molto naturale e spontanea".

Nell'agosto 2020, Ramírez ha pubblicato una foto su Instagram  in cui ha fatto coming out come non binario, scrivendo:
In me is the capacity to be
Girlish boy
Boyish girl
Boyish boy
Girlish girl
All
Neither

nonbinary
Prima di questo post, aveva aggiornato la sua biografia su Twitter e Instagram per includere i pronomi she/they, che sono stati cambiati in they/them nel corso del 2021.

## Filmografia

### Cinema
- C'è posta per te (You've Got Mail), regia di Nora Ephron (1998)
- Spider-Man, regia di Sam Raimi (2002)
- Chicago, regia di Rob Marshall (2002)

### Televisione
- Spin City – serie TV, episodio 4x20 (2000)
- Squadra emergenza (Third Watch) – serie TV, episodio 2x06 (2000)
- Law & Order - Unità vittime speciali (Law & Order: Special Victims Unit) – serie TV, episodi 2x05-4x01 (2000-2002)
- Così gira il mondo (As the World Turns) – serial TV, puntata 12051 (2003)
- NYPD - New York Police Department (NYPD Blue) – serie TV, episodio 11x22 (2004)
- Grey's Anatomy – serie TV, 241 episodi (2006-2016) – Dr. Callie Torres
- Madam Secretary – serie TV, 36 episodi (2017-2019)
- And Just Like That... – serie TV, 21 episodi (2021-2023)

### Doppiatrice
- Sofia la principessa (Sofia the First) – serie animata, 54 episodi (2013-2018)
- Dora l'esploratrice (Dora the Explorer) – serie animata, episodio 8x12 (2014)
- Elena e il segreto di Avalor (Elena and the Secret of Avalor), regia di Jamie Mitchell – film TV (2016)

### Teatro
- 2001: Dreamgirls – nel ruolo dell'ensemble (Lyric Theatre 24 settembre 2001)
- 2002: I monologhi della vagina – nel ruolo di performer (Westside Theatre 12 novembre-1 dicembre 2002)
- 2005: Spamalot – nel ruolo della Dama del Lago (Shubert Theatre, 14 febbraio-18 dicembre 2005)

## Discografia

### EP
- 2011 – Sara Ramirez

### Singoli
- 2009 – Silent Night
- 2015 – Rollercoaster

### Colonne sonore
- 2005 – Spamalot: Original Broadway Cast Recording
- 2011 – Grey's Anatomy: The Musical Event

## Doppiatrici italiane
Nelle versioni in italiano delle opere in cui ha recitato, Sara Ramírez è stata doppiata da:
- Antonella Alessandro in Law & Order - Unità vittime speciali (ep. 4x01)
- Francesca Fiorentini in Grey's Anatomy
- Rossella Acerbo in Madame Secretary
- Anna Cugini in And Just Like That...

Da doppiatrice è sostituita da:
- Emanuela D'Amico in Sofia la principessa, Elena e il segreto di Avalor

## Premi e riconoscimenti
- Screen Actors Guild Awards
  - 2005 Nomination miglior cast in una serie TV drammatica per Grey's Anatomy
  - 2007 Nomination miglior cast in una serie TV drammatica per Grey's Anatomy
- People's Choice Awards
  - 2016 Nomination migliore attrice in una serie TV drammatica per Grey's Anatomy
- Tony Awards
  - 2005 miglior attrice non protagonista in un Musical per Spamalot
- ALMA Awards
  - 2007 Nomination miglior attrice in una serie TV per Grey's Anatomy
  - 2008 Nomination migliore attrice in una serie drammatica per Grey's Anatomy
  - 2009 Nomination miglior attrice in una serie drammatica per Grey's Anatomy
  - 2011 Nomination miglior attrice in una serie drammatica per Grey's Anatomy
  - 2012 Nomination miglior attrice non protagonista in una serie drammatica per Grey's Anatomy